# Anthracobia uncinata
Anthracobia uncinata är en svampart som först beskrevs av Josef Velenovský, och fick sitt nu gällande namn av Spooner 1981. Anthracobia uncinata ingår i släktet Anthracobia och familjen Pyronemataceae.   Inga underarter finns listade i Catalogue of Life.